# 小沢凱夫
小沢 凱夫（おざわ よしお、1895年6月13日 - 1978年5月5日）は、日本の医学者。大阪大学名誉教授。

## 概要
専門は胸部外科学。大阪帝国大学第一外科初代教授。大阪大学外科の礎を築くとともに、日本の心臓外科、呼吸器外科をはじめ、外科学全般の発展に寄与した。

## 略歴
静岡県出身。1920年（大正9年）大阪医科大学卒業。1930年（昭和5年）医学博士を取得、大阪医科大学（後に大阪大学）教授に就任。1937年（昭和12年）国内初の片肺全摘術を行う。1936年（昭和11年）に日本初の心臓外傷手術が、岡山市榊原病院の榊原亨によって実施されたが、この時行われたガーゼによる圧迫止血（昭和11年）と、1937年（昭和12年）に小沢凱夫大阪帝国大教授が行った右室損傷の縫合止血との間で行われた止血法の大論争が日本の心臓外科の扉を開いたと言われる。1947年（昭和22年）第47回日本外科学会学術集会会長、1959年（昭和34年）関西胸部外科学会会長、1977年（昭和52年）27回万国外科学会会長。
また1960年（昭和35年）全日本病院協会を設立、会長に就任。その後、全日本的病院団体設立にも力を注ぎ、1974年（昭和49年）には、社団法人全日本病院協会と社団法人日本病院協会の合同に向け、東陽一とともに発起人代表を務め、日本病院会を発足させた。日本消化器外科学会名誉会員。

## 親族
- 岳父: 上原勇作（陸軍大将）
- 妻: 小澤静子（上原勇作三女）

## 受賞歴
- 1963年（昭和38年）武田医学賞

## 脚註
1. 1 2 3 4  『人事興信録 第24版 上』（人事興信所、1968年）お39頁
2. ↑  『昭和物故人名録 : 昭和元年～54年』（日外アソシエーツ、1983年）p.119